# Obilić (gmina)
Obilić (serb. Обилић, alb. Obiliqit (Kastriotit)) – gmina w Kosowie, w regionie Prisztina. Jej siedzibą jest miasto Obilić.

## Demografia
W 2011 roku gmina liczyła 21 549 mieszkańców. Większość z nich stanowili etniczni Albańczycy – 92,1%. Wymieniało się następujące grupy narodowościowe i etniczne:
1. Albańczycy (19 854)
2. Romowie (661)
3. Ashkali (578)
4. Serbowie (276)
5. Boszniacy (58)
6. Egipcjanie Bałkańscy (27)
7. Gorani (5)
8. Turcy (2)

## Polityka
W wyborach lokalnych przeprowadzonych w 2017 roku kandydaci Aliansu dla Przyszłości Kosowa uzyskali 6 z 21 mandatów w radzie gminy. Frekwencja w I turze wyniosła 50,7%. Burmistrzem został Xhafer Gashi.